# Popcorn (Instrumentalstück)
Popcorn ist ein Instrumentalstück aus der frühen Synthiepop-Ära. Der Name leitet sich vom kurzen Staccato-Klang ab, der für die Melodie benutzt wird.
Komponiert wurde das Stück von Gershon Kingsley, der es erstmals 1969 für sein Album Music to Moog By aufnahm, damals noch Pop Corn geschrieben. „Moog“ bezieht sich auf den Moog-Synthesizer, der in den späten 1960er Jahren für den Durchbruch der elektronischen Musik bei Studioproduktionen sorgte. 1971 nahm der Keyboarder Stan Free unter dem Pseudonym Hot Butter Popcorn erneut auf und hatte damit einen internationalen Tophit, der unter anderem in der Schweiz und Deutschland Platz 1 erreichen konnte. Im selben Jahr waren auch Versionen der Popcorn Makers und Anarchic System aus Frankreich in Europa erfolgreich.
Popcorn wurde im Laufe der Zeit von zahlreichen Künstlern gecovert, gesampelt oder zu einem Gesangsstück gemacht. Die M & H Band und die Boomtang Boys kamen in den 1980er bzw. 1990er Jahren in Nordamerika in die Dancecharts und Crazy Frog hatte mit seiner Version 2005 seinen zweiten großen Popchartshit. Weitere Interpreten sind Marsheaux, Aphex Twin, Gigi D’Agostino, Denki Groove, E-Rotic, Guru Josh, Jean-Michel Jarre, Jack Holiday & Mike Candys, Steve Aoki, Ricky King, Edward Simoni, Fiddler’s Green, Muse, das GlasBlasSing Quintett (als Ploppcorn), Shadmehr Aghili sowie als Gesangsversion Antoine (auf Französisch und Deutsch) und Tove Lo (als 2 Die 4).

## Verwendung in Filmen
- 100 Fäuste und ein Vaterunser (1972)
- Dei Mudder sei Gesicht (1997)
- Detroit Rock City (1999)
- Ich liebe Dick (1999)
- Der Fall Mona (2000)
- Das allerbeste Stück (2004)
- Brüno (2009)
- Schneemann (2017)[5]
- Herrhausen – Der Herr des Geldes (2024).[6]

## Verwendung im Fernsehen
- Intro in den naturwissenschaftlichen Sendungen des Telekollegs
- Leitmelodie bei der Fernsehziehung der Lottozahlen der Michigan State Lottery in den 1970er Jahren
- Spanischer Werbespot für den Renault Clio
- Hintergrundmusik in einem Pampers-Werbespot in den USA (2001)
- Leitmotiv des pädagogischen Kinderprogramms Snippets in den frühen 1970er Jahren
- Hintergrundmusik eines Nippon-Schokoriegel-Werbespots in Deutschland (2006)
- Werbespot für das Nahrungsergänzungsmittel Vita-Gerin geistlich (2002)
- Hintergrundmusik bei RBB-Nachrichtensendungen (2008)
- Interpretation des Stückes durch den dänischen Koch der Muppet Show (2010)

## Sonstige Verwendung
Im Verkehrshaus der Schweiz in Luzern war Popcorn jahrzehntelang (1970er bis 1990er Jahre) die Titelmusik für die Vorführungen der Modellbahnanlage des Gotthardmassivs.
Die Firma Sega verwendete Popcorn in dem Arcade-Spiel Pengo von 1982 als Hintergrundmusik.
Ebenso verwendete die kanadische Firma Windmill Software in ihrem für IBM-PC-kompatible Computer erstellten Computerspiel Digger von 1983 Popcorn als Hintergrundmusik.